# Sylvanie Morandais
Pour les articles homonymes, voir Morandais.
Sylvanie Morandais (née le 14 juillet 1979 à Pointe-Noire) est une athlète française spécialiste du 400 mètres haies. 

## Biographie

### Palmarès
| Date | Compétition                   | Lieu      | Résultat | Épreuve     | Performance   |
| ---- | ----------------------------- | --------- | -------- | ----------- | ------------- |
| 1997 | Championnats d'Europe juniors | Ljubljana | 1re      | 4 x 400 m   | 3 min 33 s 73 |
| 2001 | Championnats d'Europe espoirs | Amsterdam | 1re      | 400 m haies | 56 s 30       |
| 2001 | Championnats du monde         | Edmonton  | 6e       | 4 x 400 m   | 3 min 27 s 54 |
| 2001 | Jeux méditerranéens           | Radès     | 1re      | 400 m haies | 57 s 02       |
| 2002 | Championnats d'Europe         | Munich    | 5e       | 4 x 400 m   | 3 min 31 s 71 |
| 2005 | Jeux de la Francophonie       | Niamey    | 1re      | 400 m haies | 58 s 27       |
| 2005 | Jeux de la Francophonie       | Niamey    | 1re      | 4 x 400 m   | 3 min 37 s 91 |

| Date | Compétition            | Lieu                 | Résultat | Épreuve     | Performance |
| ---- | ---------------------- | -------------------- | -------- | ----------- | ----------- |
| 2001 | Championnats de France | Saint-Étienne        | 1re      | 400 m haies | 55 s 79     |
| 2002 | Championnats de France | Saint-Étienne        | 1re      | 400 m haies | 57 s 18     |
| 2003 | Championnats de France | Narbonne             | 1re      | 400 m haies | 57 s 08     |
| 2004 | Championnats de France | Sotteville-lès-Rouen | 1re      | 400 m haies | 57 s 06     |
| 2005 | Championnats de France | Angers               | 1re      | 400 m haies | 56 s 22     |

### Records
| Épreuve          | Performance | Lieu   | Date            |
| ---------------- | ----------- | ------ | --------------- |
| 400 mètres haies | 55 s 49     | Monaco | 20 juillet 2001 |